# Антон Макаренко
Антон Семјонович Макаренко (рус. Антон Семёнович Макаренко; 1888–1939), је био руски педагог, књижевник и најутицајнији образовани теоретичар у Совјетском Савезу, рођен је у Бјелопољу у Украјини. Макаренко је написао неколико књига о образовању. Сва своја педагошка искуства и успехе Макаренко је описао у чувеној књизи Педагошка поема, то је његова најзначајнија књига.

## Биографија
Макаренко је завршио градску четворогодишњу школу, а затим једногодишњи течај и добија звање народног уцитеља. Касније се уписује на Политавски учитељски институт и после завршених студија, посстаје инспектор висе основне школе, а једно време је био и управитељ градске школе у Политави.
Када је 1920. године прихватио да организује радну школу за малолетне преступнике, почиње његов практичан педагошки рад. Живот у колонији је организовао тако да младе запустене људе повеже у једну високо моралну заједницу. Макаренко је написао неколико књига од којих је најзнацајнија Педагошка поема, прича о одгајању у сиротишту Колонија горки , Заставе на кулама, Методика наставног рада. Разрадио је и теорију и методологију одгајања деце у колективном духу, а један је од утемитеља убођења сврховитог рада у васпитно-образовани процес. А. С. Макаренко је заузео активно учешће у педагошким истраживањима од 1920. до 1930. године, разрадивши низ нових облика васпитања. Његова научна интересовања односила су се на методологију педагогије, теорију васпитања и на организацију васпитно образованог рада, где је имао запажене успехе. Као инзваредни практичар, Макареко је у периоду од1917. до 1935. године, радио у школи у Крјукову, у дечијој колонији код Полтаве и дечијој комуни  Ћерзински  у Харкову. Средином 30-тих година 20. века Макаренко је одстрањен из педагошке праксе и последње године је провео писући књиге, у којима је разрадио своје педагошко искуство и знање. Макаренко је написао написао низ чланака, романа, представа и кратких прича о образовању.

## Педагошки погледи
Методолошка основа педагоског система Макаренка је, у ствари, педагошка логика. Он дефинише педагогију као практично корисну науку, која подразумева да се појављују одређене законитости између циљева, средстава и резултата васпитања. За педагошку теорију Макаренка централно питање је теза паралелног деловања. Паралелно деловање обезбеђује слободу васпитаника, који наступа као субјекат педагошког процеса. За Макаренка методика система васпитања темељи се на идеји васпитања за колектив. У суштини ова идеја се односи на формирање колектива од педагога и васпитаника у коме ће се стварати услови ѕа раѕвој личности и индивидуалности. Педагошко стваралаштво Макаренка дошло је, средином 30-тих година 20. века у дубоку противуречност са тоталитарним режимом и антихуманом стаљинистичком педагогијом, која је иѕграђивала човека шрафа гигантској друштвеној машини. Званична педагогија у тоталитарном идеологизарном облику постојала је све до друге половине 1950-их година. Педагошка наука налазила се под јаком контролом државе и коминистичке партије. Под том контролом створена је 1943. године Академија педагошких наука. Режимски научници Бабански, Груздјев, Данилов, Гончаров, Јесипов, Скаткин и други, разграђивали су проблеме праксе теорије педагогије. Од 1960. до 1980. године партијско идеолошки притисак на педагошку науку постепено је слабио, али је и даље постојао, све до 1990. године, до распада Совјетског Савеза.
Макаренко је сматрао рад основним средством интелектуалног и моралног развоја: свој деци треба доделити задатке који захтевају рад и треба их усмеравати на одговорност како би сазнали ограничења њихових индивидуалних права и привилегија. Тако је његов први принцип социјалистичког васпитња био: "Максимални захтеви са максималним могућим поштовањем". Нагласио је знацај важности одгајања деце у кући и дао многе драгоцене инструкције у овој области. Још једна иновација била је његов изузетно дубок "систем перспектива", чија је суштина дефинисана следећим речима: "Прави стимуланс у људском животу је радост".

## Дела
- Педагошка поема
- Заставе на кулама
- Књига за родитеље
- Изабрана педагошка дела

## Педагошка поема
Методе које је развио А. С. Макаренко високо је ценио совјетски писац Максим Горки који је веровао да је Макаренков "педагошки експеримент значајан за цео свет". Инспирисан Горкијем, писцем којем се дивио, Макаренко је написао "Педагошку поему" истините приче о његовимученицима из сиротишта. У својој књизи Макаренко је показао правилно образовање може претворити неконтролисане и агресивне тинејџере у достојене и одговорне грађане. Трудио се да види пре свега позитивне квалитете, склоности и снаге у личностима својих ученика. Прави хуманиста, Макаренко је поѕвао наставнике са идеолошким, моралним и професионалним стандардима. Инстистирао је на систематичном моралном и политичком образовању ученика. "Педагошка поема", била је велики успех не само у Совјетском Савезу већ и у иностранству. Антон Макаренко је добио репутацију прогресивног, иноватовног и надареног едукатора.